# Condado de Chaffee
El condado de Chaffee (en inglés, Chaffee County) es un condado del estado de Colorado, Estados Unidos. Tiene una población estimada, a mediados de 2021, de 20 074 habitantes.
La sede del condado es Salida.

## Geografía

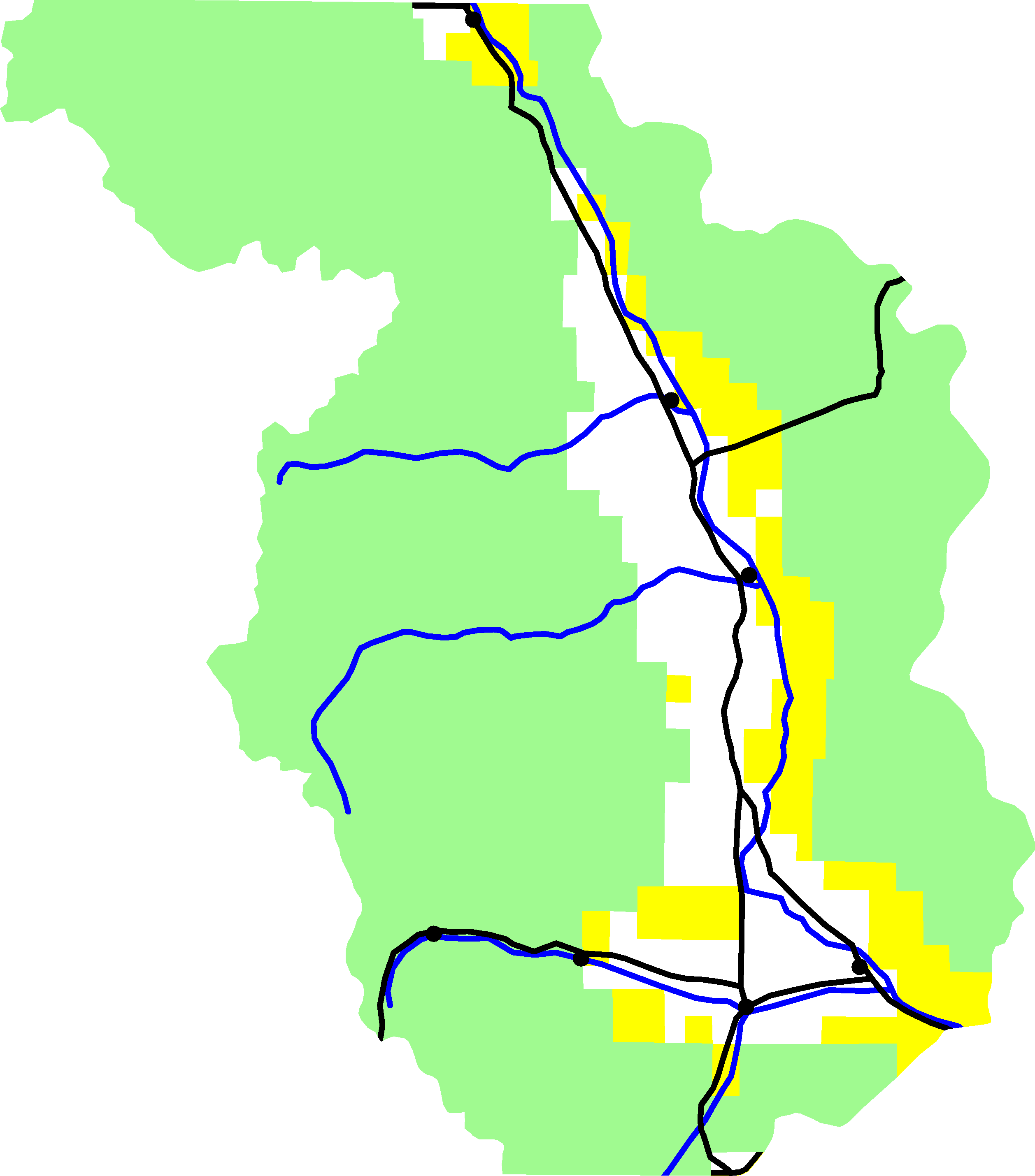
Mapa del condado de Chaffee.

Según la Oficina del Censo, el condado tiene un área total de 2629 km², de la cual 2625 km² son tierra y 4 km² son agua.

### Condados adyacentes
- Condado de Lake - norte
- Condado de Park - noreste
- Condado de Fremont - sureste
- Condado de Saguache - sur
- Condado de Gunnison - oeste
- Condado de Pitkin - noroeste

## Demografía
En el 2000, los ingresos medios de los hogares del condado eran de $34 368 y los ingresos medios de las familias eran de $42 043. Los hombres tenían ingresos per cápita por $30 770 contra los $22 219 que percibían las mujeres. Los ingresos per cápita para el condado eran de $19 430. Alrededor del 11.70% de la población estaba bajo el umbral de pobreza nacional.
De acuerdo con la estimación 2016-2020 de la Oficina del Censo, los ingresos medios de los hogares del condado son de $55 176 y los ingresos medios de las familias son de $70 603. Los ingresos per cápita en los últimos doce meses, medidos en dólares de 2020, son de $31,960. Alrededor del 11.6% de la población está bajo el umbral de pobreza nacional.

## Ciudades y pueblos
- Americus
- Belleview
- Browns Canon
- Buena Vista
- Centerville
- Cleora
- Futurity
- Garfield
- Granite
- Hamilton
- Johnson Village
- Maysville
- Newett
- Poncha Springs
- Princeton
- Riverside
- Rockdale
- St. Elmo
- Salida
- Smeltertown
- Stonewall
- Turret
- Vicksburg
- Winfield
- St. Elmo (despoblado)